# 섹스 마네킹
《섹스 마네킹》(영어: Love Object)은 미국에서 제작된 로버트 퍼리지 감독의 2003년 공포 영화이다. 데즈먼드 해링턴, 멀리사 세이지밀러 등이 출연하고, 로런스 레비 등이 제작에 참여하였다.

## 줄거리
극내향성인 기술 관련 문서 작성자 케네스는 섹스 돌 “니키”를 주문한다. 니키에게 말을 걸던 케네스는 점점 정신이 이상해져 니키와 말씨름을 하는 경지에 이른다. 결국 케네스는 니키가 자신을 스토킹한다고 의심하고 폭력까지 휘두른다.
그 와중에 케네스는 임시직 리사와 연애를 시작한다. 케네스는 리사가 니키처럼 머리를 자르게 하고 옷도 똑같이 입힌다. 한편 니키가 자신을 조종하려 든다고 여긴 케네스는 니키를 조각내어 버린다. 그러나 리사는 니키에 대해 알게 되자 케네스와 헤어지려 한다.
케네스의 집주인이 입마개를 하고 꽁꽁 묶인 리사를 발견하자 케네스는 집주인을 망치로 내려친다. 케네스는 리사를 인형으로 개조하기 위해 리사에게 니키 옷을 입히고 결박한 뒤 피를 방부액으로 교체하기 시작한다.
겨우 구속구에서 벗어난 리사는 조각상으로 케네스를 내려치고 케네스는 의식을 잃지만, 마침 도착한 경찰은 이 장면을 목격하고 케네스를 피해자라고 착각하여 리사에게 총을 쏜다. 리사는 니키가 담겨 왔던 박스 안으로 떨어진다.
케네스는 니키 인형을 또 주문한다. 케네스는 니키에게 줄 꽃을 사며 꽃집 직원을 다음 대상으로 점찍는다. 케네스가 니키-리사와 했던 삼각관계를 똑같이 반복할 거라는 암시와 함께 영화가 끝난다.

## 출연진
- 데즈먼드 해링턴 - 케네스 윈즐로 역
- 멀리사 세이지밀러 - 리사 벨머 역
- 우도 키어 - 래들리 역: 집주인.
- 립 톤 - 노백 씨 역
- 커밀 구아티 - 꽃집 계산대 직원 역
- 로버트 배그넬
- 브래드 윌리엄 헹키
- 존 커시니
- 마이클 페냐
- 이디 머먼
- 라일 커나우스
- 엘런 그린
- 오펄 앤첼
- 존 조지프 번스
- 브라이언 크럼프

## 기타 제작진
- 라인 제작: 브루스 웨인 길리스
- 배역: 시그 더미겔, 어맨다 매키 존슨, 캐시 샌드리치, 웬디 와이드먼
- 미술: 트레이 킹
- 의상: 빅토리아 J. 오스